# المپیک زمستانی ۱۹۴۸
بازی‌های المپیک زمستانی ۱۹۴۸ (به انگلیسی: V Olympic Winter Games) در شهر سنت موریتز در کشور سوئیس از ۳۰ ژانویه تا ۸ فوریه ۱۹۴۸ برگزار شد.
در این دوره از بازی‌ها نروژ و سوئد با ۴ طلا، ۳ نقره و ۳ برنز مقام اول این رقابت‌ها را به صورت اشتراکی دست آوردند. سوئیس با ۳ طلا، ۴ نقره و ۳ برنز مقام دوم را کسب کرد. تیم ایران در این دوره از بازی‌ها حضور نداشته است.

## ورزش‌ها
- بابسلد
  -  بابسلد (۲) (جزئیات) 
  -  اسکلتون (۱) (جزئیات)
- هاکی روی یخ (۱) (جزئیات)
- اسکیت روی یخ
  -  اسکیت نمایشی (۳) (جزئیات) 
  -  اسکیت سرعت (۴) (جزئیات)
- اسکی
  -  اسکی آلپاین (۶) (جزئیات) 
  -  اسکی نوردیک  (جزئیات) 
    -  اسکی صحرانوردی (۳) (جزئیات) 
    -  نوردیک ترکیبی (۱) (جزئیات) 
    -  اسکی پرش (۱) (جزئیات)

## کشورهای شرکت‌کننده
- آرژانتین (۹)
- اتریش (۵۴)
- بلژیک (۱۱)
- بلغارستان (۴)
- کانادا (۲۸)
- شیلی (۴)
- چکسلواکی (۴۷)
- دانمارک (۲)
- فنلاند (۲۴)
- فرانسه (۳۶)
- بریتانیای کبیر (۵۵)
- یونان (۱)
- مجارستان (۲۲)
- ایسلند (۴)
- ایتالیا (۵۷)
- کره جنوبی (۳)
- لبنان (۲)
- لیختن‌اشتاین (۱۰)
- هلند (۴)
- نروژ (۴۹)
- لهستان (۲۹)
- رومانی (۷)
- اسپانیا (۶)
- سوئد (۴۳)
- سوئیس (۷۰) (میزبان)
- ترکیه (۴)
- ایالات متحده آمریکا (۶۹)
- یوگسلاوی (۱۷)

## جدول مدال‌ها

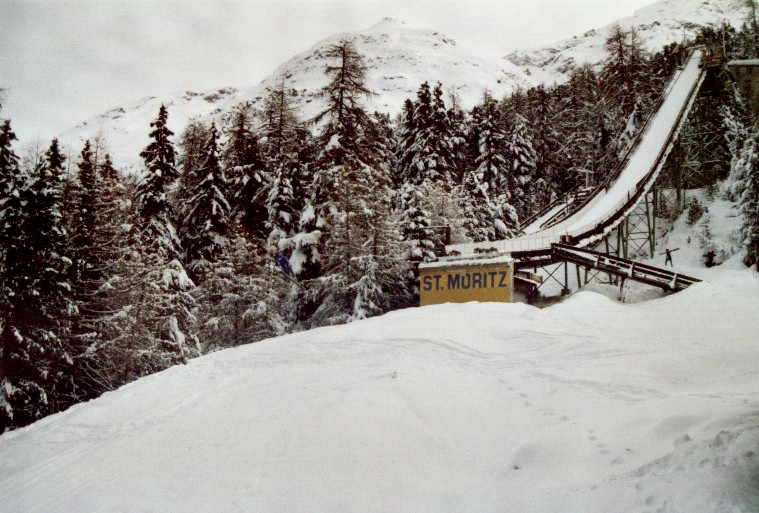
تصویری از المپیک ۱۹۴۸ - اسکی پرش

*   کشور میزبان (سوئیس)
| رتبه            | کشور                | طلا | نقره | برنز | مجموع |
| --------------- | ------------------- | --- | ---- | ---- | ----- |
| ۱               | سوئد                | ۴   | ۳    | ۳    | ۱۰    |
| ۱               | نروژ                | ۴   | ۳    | ۳    | ۱۰    |
| ۳               | سوئیس*              | ۳   | ۴    | ۳    | ۱۰    |
| ۴               | ایالات متحده آمریکا | ۳   | ۴    | ۲    | ۹     |
| ۵               | فرانسه              | ۲   | ۱    | ۲    | ۵     |
| ۶               | کانادا              | ۲   | ۰    | ۱    | ۳     |
| ۷               | اتریش               | ۱   | ۳    | ۴    | ۸     |
| ۸               | فنلاند              | ۱   | ۳    | ۲    | ۶     |
| ۹               | بلژیک               | ۱   | ۱    | ۰    | ۲     |
| ۱۰              | ایتالیا             | ۱   | ۰    | ۰    | ۱     |
| ۱۱              | مجارستان            | ۰   | ۱    | ۰    | ۱     |
| ۱۱              | چکسلواکی            | ۰   | ۱    | ۰    | ۱     |
| ۱۳              | بریتانیای کبیر      | ۰   | ۰    | ۲    | ۲     |
| مجموع (۱۳ کشور) | مجموع (۱۳ کشور)     | ۲۲  | ۲۴   | ۲۲   | ۶۸    |